# 狩野光信
狩野光信（日语：狩野光信，？—1608年），日本艺术家之一，他的出生年待考，成名后多年活动于日本上层社会。曾为丰臣秀吉作画并接受雇金。后又失宠。他擅常以优雅的背景构造景物风格，在日本风靡一时。

## 扩展阅读
- Kaputa, Catherine (1985). "Kanō Mitsunobu."  Kodansha Encyclopedia of Japan. Tokyo: Kodansha Ltd.